# Emma Asson
Emma Asson (ur. 13 lipca 1889 w Vaabina w okręgu Võru, zm. 1 stycznia 1965 w Tallinnie) – estońska pedagożka, autorka podręczników i polityczka.

## Życiorys
Była córką nauczyciela. Uczyła się w szkole dla dziewcząt w Tartu, a w 1910 roku ukończyła historię na Kursach Bestużewa w Sankt Petersburgu. Została nauczycielką historii w szkole dla dziewcząt w Tartu.
Była pierwszą kobietą wybraną do estońskiego parlamentu. Asson brała udział w tworzeniu pierwszej konstytucji niepodległej Estonii, szczególnie angażując się w obszary edukacji i równości płci. Napisała także jeden z pierwszych podręczników do historii w języku estońskim wydany w 1912 roku.

### Kariera polityczna i działalność oświatowa
Emma Asson działała w różnych organizacjach kobiecych, zajmujących się kwestiami społecznymi i edukacyjnymi. W 1919 została wybrana do rady miejskiej Tallinna oraz do pierwszego parlamentu narodowego niepodległej Estonii z ramienia socjaldemokratów, partii Eesti Sotsiaaldemokraatlik Tööliste Partei (ESTP). W 1920 roku na mocy nowej konstytucji kobiety w Estonii uzyskały pełne prawa polityczne. Akt prawny konsultowano z dwiema kobietami: z Minni Kurs-Olesk i z Emmą Asson. 
Pierwsze wybory parlamentarne w Estonii odbyły się w dniach 27–29 listopada 1920 roku Prawo startu w wyborach mieli mężczyźni i kobiety od 20. roku życia. Pierwsze posiedzenie Riigikogu (parlamentu) trwało z przerwami od 4 stycznia 1921 roku do 9 marca 1923 roku Asson była jedną z trzech kobiet wśród 100 parlamentarzystów.
W latach 1919–21 Emma Asson była urzędniczką Ministerstwa Oświaty, w latach 1925–1940 działała jako sekretarz Estońskiego Stowarzyszenia Kobiet i kierowniczka Wydziału Oświaty.
W latach 1926–1935 roku pracowała w dzisiejszej szkole średniej Miina Härma Gümnaasium w Tallinie. Uczyła estońskiego dziewczęta z tzw. „drugiego pokolenia”. Wcześniej system oświaty miał charakter niemiecki. Asson napisała 16 podręczników, kilkakrotnie potem wznawianych w latach 1917–1938.

### Życie prywatne
W latach 1921–1941 była żoną inżyniera i polityka Ferdinanda Petersena. Ich syn Ivar-Heldur Petersen (1929–2007) został znanym w Estonii matematykiem. Rodzina do 1938 roku nazwisko zapisywała jako Peterson.